# 貝爾方丹內伯斯 (密蘇里州)
貝爾方丹內伯斯（英語：Bellefontaine Neighbors）是位於美國密蘇里州聖路易斯縣的城市。

## 人口
根據2020年美國人口普查的數據，貝爾方丹內伯斯的面積為11.40平方千米，皆為陸地。當地共有人口10740人，而人口密度為每平方千米942人。